# 花湖街道
花湖街道，是中华人民共和国湖北省黃石市黄石港区下辖的一个乡镇级行政单位。

## 行政区划
花湖街道下辖以下地区：
花湖社区、老虎头社区、天虹社区、大码头社区、锁前社区和天方社区。